# Sông Gò Gia
Sông Gò Gia là một con sông đổ ra Sông Cái Mép. Sông Gò Gia chảy qua tỉnh Đồng Nai và Thành phố Hồ Chí Minh .
Sông có chiều dài 29 km và diện tích lưu vực là km² .